# 10283 Кромер
10283 Кромер (10283 Cromer) — астероїд головного поясу, відкритий 5 травня 1981 року.
Тіссеранів параметр щодо Юпітера — 3,500.